# Rock Master 2018
Rock Master 2018 – międzynarodowe, elitarne, prestiżowe zawody we wspinaczce sportowej organizowane corocznie od 1987 roku we włoskim Arco, które w 2018 roku odbywały się w dniach od 27 lipca do 5 sierpnia.
Zawody wspinaczkowe podczas festiwalu w Arco w dwóch konkurencjach; prowadzenia i wspinaczki na czas były traktowane jako Puchar Świata we wspinaczce sportowej 2018, Arco (ITA) (ang.  IFSC Climbing Worldcup (L, S) - Arco (ITA) 2018).

## Uczestnicy
Organizator festiwalu Rock Master’s do zawodów wspinaczkowych na sztucznych ścianach (Climbing Stadium Arco), zaprosił wspinaczy, których w finałach wystąpiło;
- po 7 uczestników – w boulderingu (każdej płci, w każdej konkurencji)
- po 8 uczestników – w duelu, w prowadzeniu i we wsp. na czas

W przypadku juniorów ilości wspinaczy, skalę trudności w poszczególnych konkurencjach ze względu na bezpieczeństwo wspinaczy były zróżnicowane.

## Wyniki
Legenda
     * Konkurencje zawodów wspinaczkowych rozegrane tylko w ramach Rock Master 2018 zostały zaznaczone tym kolorem.
     * Zawodnicy (włoscy), organizatora zawodów zostali zaznaczeni tym kolorem.

### Prowadzenie
Zawody tej edycji Rock Master w prowadzeniu były rozgrywane jednocześnie jako Puchar Świata we wspinaczce sportowej 2018, Arco (ITA), dlatego też w kwalifikacjach do fazy finałowej w prowadzeniu wzięło udział 95 wspinaczy i 76 wspinaczek.
| Mężczyźni       | Mężczyźni           | Mężczyźni       |               | Kobiety             | Kobiety       | Kobiety |
| Miejsce         | Zawodnik            | Wynik           | Miejsce       | Zawodniczka         | Wynik         |         |
| --------------- | ------------------- | --------------- | ------------- | ------------------- | ------------- | ------- |
|                 |                     |                 |               |                     |               |         |
| złoto           | Jakob Schubert      | 44+             | złoto         | Janja Garnbret      | 50+           |         |
| srebro          | Stefano Ghisolfi    | 41+             | srebro        | Jessica Pilz        | 49+           |         |
| brąz            | Domen Škofic        | 410             | brąz          | Anak Verhoeven      | 39+           |         |
| 4.              | Adam Ondra          | 410             | 4.            | Claire Buhrfeind    | 33+           |         |
| 5.              | Shuta Tanaka        | 40+             | 5.            | Hélène Janicot      | 310           |         |
| 6.              | Sascha Lehmann      | 38+             | 6.            | Manon Hily          | 280           |         |
| 7.              | Alberto Ginés López | 32+             | 7.            | Jewhenija Kazbekowa | 280           |         |
| 8.              | Min Hjon-pin        | 23+             | 8.            | Christine Schranz   | 90            |         |
| Miejsca Polaków | Miejsca Polaków     | Miejsca Polaków | Miejsca Polek | Miejsca Polek       | Miejsca Polek |         |
| 84.             | Olaf Malinowski     | 190             | 24.           | Ida Kups            | 260           |         |
|                 |                     |                 | 40.           | Maja Rudka          | 26+           |         |
| 53.             | Natalia Kałucka     | 16+             |               |                     |               |         |
| 55.             | Monika Prokopiuk    | 15+             |               |                     |               |         |
| 67.             | Klaudia Buczek      | 140             |               |                     |               |         |
| 76.             | Aleksandra Kałucka  | 08+             |               |                     |               |         |

### Wspinaczka na czas
Zawody tej edycji Rock Master we wspinaczce na czas były rozgrywane jednocześnie jako Puchar Świata we wspinaczce sportowej 2018, Arco (ITA) dlatego też w kwalifikacjach do fazy finałowej przystąpiło 72 wspinaczy i 48 wspinaczek.
| Mężczyźni                   | Mężczyźni                   | Mężczyźni                   |                           | Kobiety                   | Kobiety                   | Kobiety |
| Miejsce                     | Zawodnik                    | Wynik                       | Miejsce                   | Zawodniczka               | Wynik                     |         |
| --------------------------- | --------------------------- | --------------------------- | ------------------------- | ------------------------- | ------------------------- | ------- |
|                             |                             |                             |                           |                           |                           |         |
| złoto                       | Danyjił Bołdyrew            | 6,100                       | złoto                     | Julija Kaplina            | 7,970                     |         |
| srebro                      | Aleksandr Szikow            | 6,050                       | srebro                    | Marija Krasawina          | 8,140                     |         |
| brąz                        | Reza Alipour                | 5,850                       | brąz                      | Anouck Jaubert            | 7,760                     |         |
| 4.                          | Dmitrij Timofejew           | 5,800                       | 4.                        | Aleksandra Kałucka        | 8,020                     |         |
| 5.                          | Władisław Dieulin           | 6,310                       | 5.                        | Anna Brożek               | 8,090                     |         |
| 6.                          | Marcin Dzieński             | 6,290                       | 6.                        | Patrycja Chudziak         | 8,410                     |         |
| 7.                          | Jan Kříž                    | 6,210                       | 7.                        | Natalia Kałucka           | 8,520                     |         |
| 8.                          | Bassa Mawem                 | 6,160                       | 8.                        | Jelena Timofiejewa        | 8,300                     |         |
| Miejsca pozostałych Polaków | Miejsca pozostałych Polaków | Miejsca pozostałych Polaków | Miejsca pozostałych Polek | Miejsca pozostałych Polek | Miejsca pozostałych Polek |         |
| 35.                         | Miłosz Bujak                | 7,310                       | 16.                       | Klaudia Buczek            | 8,610                     |         |
| 45.                         | Maciej Dobrzański           | 8,140                       | 19.                       | Monika Prokopiuk          | 9,720                     |         |
| 65.                         | Olaf Malinowski             | 10,780                      | 29.                       | Maja Rudka                | 11,030                    |         |
|                             |                             |                             | 43.                       | Ida Kups                  | 14,400                    |         |

### Bouldering i Duel
Konkurencje; boulderingu i duelu, rozegrane zostały wyłącznie w ramach zawodów Rock Master 2018. Czech Adam Ondra, kto po raz szósty wygrał te prestiżowe zawody w duelu (ma tak też jedno w boulderingu), łącznie ma 7 zwycięstw w Rock Master. Czym w ilości zwycięstw zrównał się z Hiszpanem Ramónem Juliánem Puigblanqué, który je odnosił w konkurencję prowadzenia na przełomie lat 2005–2013.
| Bouldering |                    |         |                         |         |
| Mężczyźni  | Mężczyźni          |         | Kobiety                 | Kobiety |
| Miejsce    | Kraj / Zawodnik    | Miejsce | Kraj / Zawodniczka      |         |
|            |                    |         |                         |         |
| złoto      | Aleksiej Rubcow    | złoto   | Fanny Gibert            |         |
| srebro     | Gregor Vezonik     | srebro  | Jekatierina Kiprijanowa |         |
| brąz       | Jernej Kruder      | brąz    | Staša Gejo              |         |
| 4.         | Jan Hojer          | 4.      | Giorgia Tesio           |         |
| 5.         | Mickael Mawem      | 5.      | Aja Onoe                |         |
| 6.         | Michael Piccolruaz | 6.      | Katja Kadič             |         |
| 7.         | Riccardo Piazza    | 7.      | Katharina Saurwein      |         |

| Duel      |                  |         |                    |         |
| Mężczyźni | Mężczyźni        |         | Kobiety            | Kobiety |
| Miejsce   | Kraj / Zawodnik  | Miejsce | Kraj / Zawodniczka |         |
|           |                  |         |                    |         |
| złoto     | Adam Ondra       | złoto   | Janja Garnbret     |         |
| srebro    | Sean McColl      | srebro  | Jessica Pilz       |         |
| brąz      | Jakob Schubert   | brąz    | Anak Verhoeven     |         |
| 4.        | Stefano Ghisolfi | 4.      | Julia Chanourdie   |         |
| 5.        |                  | 5.      |                    |         |
| 6.        |                  | 6.      |                    |         |
| 7.        |                  | 7.      |                    |         |
| 8.        |                  | 8.      |                    |         |